# Suối Rạc
Suối Rạt (tên khác: Suối Ra) là một con suối đổ ra Sông Bé. Suối có chiều dài 106 km và diện tích lưu vực là 616 km². Suối Rạc chảy qua các tỉnh Bình Phước, Bình Dương.